# Zvonimir Šubarić
Zvonimir Šubarić (Vinkovci, 25 maggio 1997) è un calciatore croato, portiere del Lokomotiva Zagabria.

## Biografia
Anche suo cugino Mario è un calciatore che gioca nell'Aluminij.

## Carriera

### Club
Il 5 settembre 2022 viene acquistato a titolo definitivo dalla squadra croata del Lokomotiva Zagabria.

## Statistiche

### Presenze e reti nei club
Statistiche aggiornate al 18 maggio 2025.
| Stagione                    | Squadra                     | Campionato                  | Campionato | Campionato | Coppe nazionali | Coppe nazionali | Coppe nazionali | Coppe continentali | Coppe continentali | Coppe continentali | Altre coppe | Altre coppe | Altre coppe | Totale | Totale |
| Stagione                    | Squadra                     | Comp                        | Pres       | Reti       | Comp            | Pres            | Reti            | Comp               | Pres               | Reti               | Comp        | Pres        | Reti        | Pres   | Reti   |
| --------------------------- | --------------------------- | --------------------------- | ---------- | ---------- | --------------- | --------------- | --------------- | ------------------ | ------------------ | ------------------ | ----------- | ----------- | ----------- | ------ | ------ |
| 2016-2017                   | Cibalia                     | 1. HNL                      | 2+2        | -6 + -1    | CC              | 0               | 0               | -                  | -                  | -                  | -           | -           | -           | 4      | -7     |
| 2017-2018                   | Cibalia                     | 1. HNL                      | 14         | -28        | CC              | 1               | -1              | -                  | -                  | -                  | -           | -           | -           | 15     | -29    |
| Totale Cibalia              | Totale Cibalia              | Totale Cibalia              | 16+2       | -34 + -1   |                 | 1               | -1              |                    | -                  | -                  |             | -           | -           | 19     | -36    |
| 2018-2019                   | Hrvatski Dragovoljac        | 2. HNL                      | 26         | -29        | CC              | 1               | -3              | -                  | -                  | -                  | -           | -           | -           | 27     | -32    |
| 2019-2020                   | Hrvatski Dragovoljac        | 2. HNL                      | 19         | -26        | CC              | 0               | 0               | -                  | -                  | -                  | -           | -           | -           | 19     | -26    |
| 2020-2021                   | Hrvatski Dragovoljac        | 2. HNL                      | 33         | -38        | CC              | 0               | 0               | -                  | -                  | -                  | -           | -           | -           | 33     | -38    |
| 2021-2022                   | Hrvatski Dragovoljac        | 1. HNL                      | 33         | -68        | CC              | 0               | 0               | -                  | -                  | -                  | -           | -           | -           | 33     | -68    |
| Totale Hrvatski Dragovoljac | Totale Hrvatski Dragovoljac | Totale Hrvatski Dragovoljac | 111        | -161       |                 | 1               | -3              |                    | -                  | -                  |             | -           | -           | 112    | -164   |
| 2022-2023                   | Lokomotiva Zagabria         | 1. HNL                      | 2          | -4         | CC              | 0               | 0               | -                  | -                  | -                  | -           | -           | -           | 2      | -4     |
| 2023-2024                   | Lokomotiva Zagabria         | 1. HNL                      | 4          | -8         | CC              | 2               | -1              | -                  | -                  | -                  | -           | -           | -           | 6      | -9     |
| 2024-2025                   | Lokomotiva Zagabria         | 1. HNL                      | 33         | -47        | CC              | 0               | 0               | -                  | -                  | -                  | -           | -           | -           | 33     | -47    |
| Totale Lokomotiva Zagabria  | Totale Lokomotiva Zagabria  | Totale Lokomotiva Zagabria  | 39         | -59        |                 | 2               | -1              |                    | -                  | -                  |             | -           | -           | 41     | -60    |
| Totale carriera             | Totale carriera             | Totale carriera             | 166+2      | -254 + -1  |                 | 4               | -5              |                    | -                  | -                  |             | -           | -           | 172    | -260   |